# Eunica eurota
Espèce
 Eunica eurota est une  espèce de lépidoptères (papillons) de la famille des Nymphalidae et de la sous-famille des  Biblidinae et du genre Eunica.

## Dénomination
Eunica eurota a été décrite par  Pieter Cramer en 1775, sous le nom initial de Papilio eurota.
Synonymes : Cybdelis eurota, Hewitson, 1852; Evonyme eurota, Brown & Mielke, 1967.

### Sous-espèces
- Eunica eurota eurota
- Eunica eurota dolores (Prittwitz, 1871)[1].

### Nom vernaculaire
Eunica eurota se nomme Eurota Purplewing en anglais.

## Description
Eunica eurota est un papillon d'une envergure de 52 mm à 57 mm aux ailes antérieures à apex angulaire et bord externe très légèrement concave et au bord externe des ailes postérieures ondulé. Le dessus est bleu outremer aux ailes antérieures qui sont bordées de noir avec depuis le bord interne une suffusion noire du centre de l'aile et aux ailes postérieures la partie basale et les bords costal et interne sont noirs.
Le revers est beige doré marbré de marron.

## Écologie et distribution
Eunica eurota est présent  en Colombie,  en Équateur, au Brésil, au Pérou, au Surinam, en Guyana et en Guyane,.

### Protection
Pas de statut de protection particulier.